# 暗示 (心理學)
暗示是一種心理活動，是指一个愿望、一个观念、一种情感、一个判断、一種信念、一种态度會不自觉地在一个人的心中出现和起作用。而這些觀念可能就來自於外界。